# Престине
Престине (итал. Prestine) је насеље у Италији у округу Бреша, региону Ломбардија.
Према процени из 2011. у насељу је живело 372 становника. Насеље се налази на надморској висини од 580 м.

## Становништво
Према резултатима пописа становништва 2011. у општини је живело 384 становника.
| 1951. | 1961. | 1971. | 1981. | 1991. | 2001. | 2011. |
| ----- | ----- | ----- | ----- | ----- | ----- | ----- |
| 860   | 756   | 674   | 484   | 423   | 396   | 384   |